# Muzeul „Ady Endre” din comuna Căuaș
Muzeul Memorial Ady Endre este un muzeu din satul Ady Endre, Comuna Căuaș, satul natal al lui Ady Endre, numit odinioară Mecențiu (Eriu-Mețenț, colocvial Mețenț).
Așezământul cultural se compune dintr-o căsuță modestă acoperită cu stuf - locul unde s-a născut poetul, construită la începutul sec. al XIX-lea, precum și o clădire mai mare, construită de familie în anul 1908, în față aflându-se o mare curte, cu multă vegetație peste care stăpânește bustul din bronz al poetului. În căsuța mică, moștenită de mama poetului - Pásztor Mária, tavanul este realizat din scânduri și bârne, iar pereții sunt încărcați de mobilier țărănesc și scoarțe. Ulterior, tatăl poetului, Ady Lőrinc, a adăugat clădirii o încăpere. În zona centrală, este expusă ceramică populară, creând atmosfera din vremea poetului. 
Muzeul principal este organizat în corpul de clădire mai nou. Sunt expuse numeroase fotografii și documente. Camera în care a lucrat Ady Endre este plină de mobilier, cărți, picturi, fotografii, iar în mijlocul camerei se găsește un vas cu pământ adus de la mormântul său de la Budapesta.
Casa în care s-a născut poetul maghiar Ady Endre este clasată ca monument istoric, cu codul SM-II-m-B-05255. În anul 1953 casa originală a fost incendiată, ea fiind restaurată în forma originală, pe care o putem vedea azi, 4 ani mai târziu, la inițiativa pictorului Aurel Popp, prieten de o viață al poetului, acesta realizând mai multe schițe pentru basorelieful din piatră amplasat pe fațada clădirii, alături de care o placă comemorativă dă indicații minimale.